# Сватава (Соколов)
Сватава (чеш. Svatava) је насељено мјесто са административним статусом варошице (чеш. městys) у округу Соколов, у Карловарском крају, Чешка Република.

## Становништво
Према подацима о броју становника из 2014. године насеље је имало 1.678 становника.